# پتلی کند
پتلی کند یک روستا در ایران است که در دهستان ساوالان واقع شده‌است. پتلی کند ۲۲ نفر جمعیت دارد.